# Reca
Reca este o comună slovacă, aflată în districtul Senec din regiunea Bratislava. Localitatea se află la altitudinea de 124 m deasupra n.m., se întinde pe o suprafață de 9,92 km2 și în 2017 număra 1.502 locuitori.

## Istoric
Localitatea Reca este atestată documentar din 1256.

## Demografie
| An:                | 1994 | 2004   | 2014    | 2024    |
| ------------------ | ---- | ------ | ------- | ------- |
| Număr de persoane: | 1227 | 1244   | 1437    | 1729    |
| Diferență:         |      | +1,38% | +15,51% | +20,32% |

| An:                | 2023 | 2024   |
| ------------------ | ---- | ------ |
| Număr de persoane: | 1730 | 1729   |
| Diferență:         |      | −0,05% |